# Șvadronî, Șîșakî
Șvadronî (în ucraineană Швадрони) este un sat în comuna Koverdîna Balka din raionul Șîșakî, regiunea Poltava, Ucraina.

## Demografie
Componența lingvistică a localității Șvadronî
     Ucraineană (82,65%)
     Rusă (1,02%)
Conform recensământului din 2001, majoritatea populației localității Șvadronî era vorbitoare de ucraineană (82,65%), existând în minoritate și vorbitori de rusă (1,02%).